# Golubovka (Partizanski)
|  | Per a altres significats, vegeu «Golubovka». |

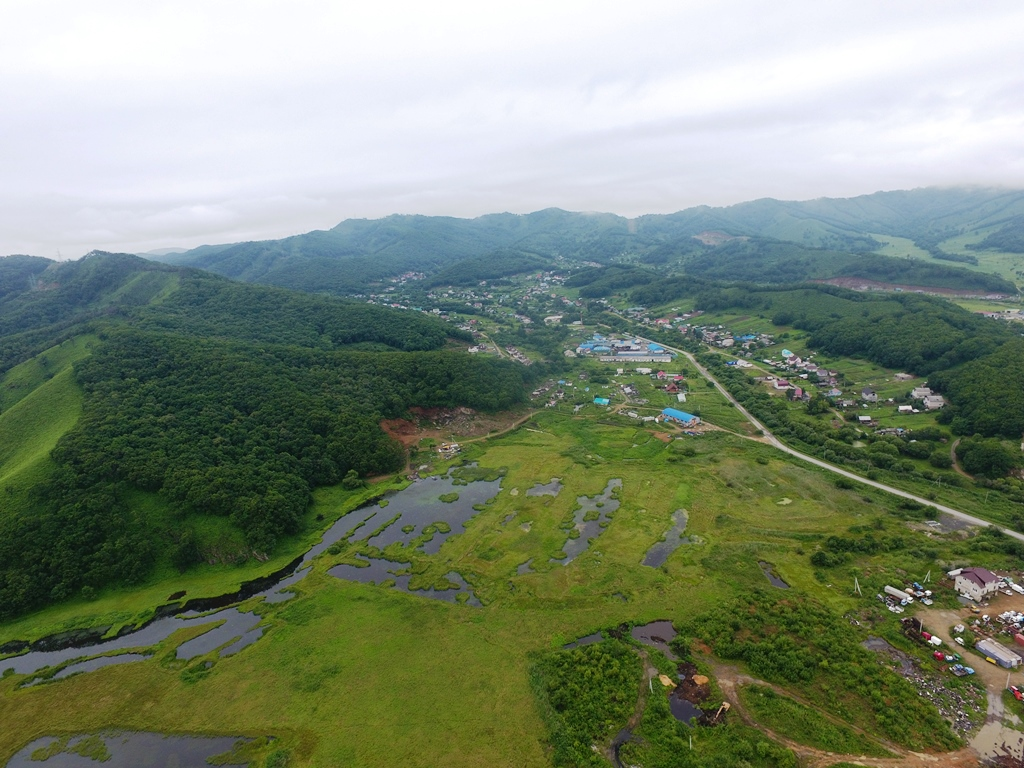
Imatge dels exteriors del poble.

Golubovka (en rus: Голубовка) és un poble del krai de Primórie, a l'Extrem Orient de Rússia, que en el cens del 2010 tenia 526 habitants. Pertany al districte rural de Partizanski.